# Généalogiste
Un généalogiste  est une personne qui pratique la généalogie, c'est-à-dire la recherche de la parenté et de la filiation, au titre de loisir ou de profession.
Dans les généalogistes professionnels, on distingue deux catégories :
- Les généalogistes successoraux qui recherchent les héritiers d'une personne décédée sans famille connue. Ils travaillent soit à la demande [2] d'un notaire, soit de leur propre autorité pour rechercher les héritiers d'une succession vacante ou non (dans le cas où personne ne sait où sont les héritiers). Ils font signer des contrats de révélation de succession [3], moyennant un pourcentage de la succession qui varie en fonction du montant de la part d'héritage reçue par chaque héritier retrouvé, et du degré de parenté. Ils prennent tous les risques inhérents à cette démarche et ne sont rémunérés de leur travail qu'au règlement de la succession par le notaire.
- Les généalogistes familiaux qui font des recherches généalogiques et/ou historiques pour une clientèle privée. Ils interviennent dans le cadre d'un contrat de recherche et sont rémunérés directement par le client.

## En France

### Organisation
À l'exception de quelques cabinets de généalogie successorale, les généalogistes travaillent en indépendants sous le statut juridique des professions libérales. Ils sont référencés dans divers sites comme GeneaWiki ou FranceGenWeb. Si beaucoup sont spécialisés sur certaines régions, quelques-uns couvrent une grande partie du territoire français, encouragés par la numérisation des fonds d'archives publiques. Ils sont déclarés aux URSSAF, cotisent aux différentes caisses de sécurité sociale (RAM, CIPAV) et sont soumis à la TVA (à l'exception de ceux travaillant sous le régime des micro-entreprises). Ils ont tous un numéro SIRET et 96.09Z comme code APE.
Les cabinets successoraux sont peu nombreux en France, parmi eux les principaux sont Coutot-Roehrig, Andriveau et ADD Associés, situés à Paris. Leurs tarifs sont un pourcentage allant jusqu'à 48 % de la part nette de l'héritier.
Plusieurs chambres syndicales regroupent les généalogistes professionnels. SYGENE, auparavant Chambre Syndicale des Généalogistes et Héraldistes de France (CSGHF), est la plus ancienne chambre familiale (déclarée à la Préfecture de la Seine le 18 mars 1980). Elle regroupe à la fois des généalogistes familiaux et successoraux référencés sur son site internet. Il existe également la chambre des généalogistes professionnels. Pour un généalogiste professionnel, il n'y a pas d'obligation à intégrer les chambres syndicales et la carte professionnelle envoyée aux adhérents également. L'autorisation délivrée par le Service Interministériel des Archives de France (SIAF) tous les deux ans justifie à elle-seule le professionnalisme du généalogiste. 
Pour contacter un généalogiste professionnel, vous pouvez vous aider de la liste de diffusion émise par Geneawiki, du référencement des sites professionnels sur les moteurs de recherche, des avis ou recommandations en vérifiant toujours le contenu de leurs prestations, leurs tarifs et surtout de la mention de leur numéro SIRET et coordonnées précises. Il est toujours intéressant de vérifier l'identité du généalogiste sur Infogreffe avant de s'engager et si vous avez la possibilité d'obtenir une illustration du travail afin de vous garantir du professionnalisme et de son ancienneté c'est encore mieux. Certains généalogistes proposent des forfaits de recherche ou des tarifs horaires en fonction des demandes. Les forfaits de recherche comprennent pour certains professionnels un arbre généalogique illustré et un ouvrage familial.  
Une chambre syndicale a pour vocation de regrouper des généalogistes professionnels afin de défendre les intérêts de la profession tout en offrant des garanties à leurs clients. Elle rassemble de nombreux membres dont la répartition s'organise en réseau, assurant une couverture géographique étendue. Dotée d'un code de déontologie depuis 1995 et d'un règlement intérieur précis, ses adhérents s'engagent vis-à-vis de leurs clients :
- à tout mettre en œuvre pour atteindre le résultat escompté, pour autant ils ne sont tenus qu'à une obligation de moyens et non de résultats.
- à respecter le secret professionnel, ils bénéficient d'ailleurs de dérogations spécifiques émanant d'instances judiciaires qui leur permettent de mener à bien leurs recherches.
- à honorer le contrat passé avec leurs clients.
- à se soumettre à l'arbitrage de la chambre syndicale en cas de litiges.

En 2004 a été créée l'Union Syndicale des Généalogistes Professionnels, devenue par la suite Généalogistes de France, résultant d’une volonté commune du ministère des Petites et moyennes entreprises et des représentants des généalogistes professionnels. Son but est de mieux organiser la profession tout en offrant une meilleure visibilité à un métier insuffisamment connu.
Généalogistes de France qui représente 95 pour cent de la profession , est composé des syndicats professionnels suivants : Sygène, Chambre syndicale des Généalogistes de France, Chambre des Généalogistes professionnels, Compagnie européenne des généalogistes successoraux, Chambre des Généalogistes Successoraux de France, Chambre Internationale des généalogistes professionnels. Généalogistes de France a été présidé par Gérard DUSSÉAUX, Antoine DJIKPA (2014-2020) puis par Cédric DOLAIN (depuis septembre 2020).

### Activité
Les généalogistes successoraux sont mandatés par les notaires pour rechercher des héritiers dans les successions comprenant des biens mais pas d'héritiers identifiés, ou seulement une partie des héritiers identifiés, Ils peuvent aussi vérifier une dévolution seulement présumée. L'activité annuelle porte sur 16 000 dossiers pour des montants s'élevant à plus d'un milliard d'euros.

### Formation au métier
De 2008 à 2016, l'Université de Corse a proposé une Licence professionnelle "Activités juridiques - Spécialité Généalogiste successoral"  qui, à compter de la rentrée de septembre 2011, pouvait être préparée à distance. Depuis mai 2016, la licence professionnelle ne peut plus se faire à distance, l'Université de Corse ayant résilié la convention la liant avec l'organisme proposant cela. Elle n'est plus actuellement dans le catalogue des licences professionnelles proposées par cette université.
Depuis 2009, l'Université de Nîmes propose un Diplôme universitaire "Généalogie et Histoire des familles", que ce soit en présentiel ou à distance.  Les cours de généalogie sont donnés par un généalogiste professionnel, Stéphane Cosson. Les étudiants de l'Université ont la possibilité de faire un stage de plusieurs semaines ou mois chez un professionnel ou dans un service d'archives. À partir de la rentrée 2017, un nouveau cours apparaît dans la maquette : latin et évolution de la langue française. Pour les personnes ne désirant pas avoir le DU, il est possible de suivre un cours à la carte avec attestation à la fin de l'année. Pour permettre et faciliter l'installation des professionnels, l'Université de Nîmes a mis en place un nouveau Diplôme universitaire : Installation du Généalogiste Professionnel. Depuis 2020, l'université de Nîmes propose aux titulaires du premier DU (prérequis obligatoire)  un nouveau Diplôme Universitaire : Approfondissement en généalogie. Il comporte des formations en droit successoral, généalogie successorale, psycho-généalogie, généalogie et génétique, généalogie et archives médicales, cartographie, histoire contemporaine, paléographie.
Depuis 2015, Le Mans Université propose un Diplôme universitaire GÉNÉFA "Histoire et GÉNÉalogie FAmiliale" entièrement dispensé en enseignement à distance et donc ouvert à l'international . Il comporte des formations en archivistique, en paléographie, en histoire familiale, en généalogie immobilière, en héraldique et en cartographie, appliquées à la généalogie, afin que chaque participant puisse construire une monographie familiale complète. Les cours ont été conçus par différents spécialistes de ces domaines (généalogistes professionnels, archiviste-paléographe, enseignants-chercheurs en histoire et en géographie, héraldiste, architecte du Patrimoine, ingénieur-cartographe) et le suivi est assuré par une équipe d'enseignants-chercheurs en histoire, en archivistique et en géographie. Depuis 2021, Le Mans Université propose un second Diplôme universitaire, PROGEN "PROfessionnalisation à la GÉNéalogie", également dispensé totalement en distanciel. Il comporte des enseignements en droit successoral et en pratique concrète de la généalogie, dispensés par des enseignants-chercheurs en droit ainsi que par des professionnels du droit (notaires) et de la généalogie, et s'accompagne d'un stage.

### Généalogistes notables
En France, Jean-Louis Beaucarnot, intervenant sur les chaînes de radio et télévision, auteur d'une vingtaine d'ouvrages de vulgarisation et de rubriques dans plusieurs journaux. Il a été surnommé "Le pape de la généalogie" par L'Express.
Pierre-Valéry Archassal est également l'auteur d'une douzaine d'ouvrages de référence et a été le premier à proposer une série d'émissions consacrée à la généalogie sur la chaîne de télévision Arte. Il coordonne depuis 1998 le cahier "cybergénéalogie" (nouvelles technologies) de la Revue française de généalogie et d'histoire des familles et collabore en 2010 à l'adaptation française de l'émission anglo-saxonne à succès Who Do You Think You Are?.
D'autres généalogistes se font connaître, par leur spécialité grâce à des interventions télévisuelles, des ouvrages ou des articles dans la presse thématique (Revue française de généalogie et d'histoire des familles, Généalogie-Magazine ou Votre Généalogie) : Guillaume de Morant, Laurence Abensur-Hazan, Stéphane Cosson, Marie Cappart, Guillaume Roehrig, PDG de Coutot-Roehrig SA et Expert près la Cour d'Appel de Paris ou par leurs activités conjuguant la recherche généalogique historique et le design des arbres généalogiques : Stéphanie Pain, docteur en Histoire et illustratrice d'arbres généalogiques depuis 2010 .

## En Belgique
En Belgique, la pratique de la généalogie est bien établie pour les amateurs ainsi que les professionnels. Les recherches généalogiques peuvent être liées aux histoires familiales ainsi qu'aux recherches successorales. 
Les généalogistes successoraux en Belgique, tels que le cabinet Geritance, situé à Bruxelles, jouent un rôle clé dans la recherche d’héritiers, notamment dans le cadre de successions où la filiation des héritiers est incertaine ou inconnue. Ces spécialistes sont appelés à retrouver les héritiers d’une personne décédée, souvent dans des situations complexes, comme lorsque des héritiers sont absents, difficiles à identifier, ou lorsque la dévolution successorale est incertaine. En Belgique, ces professionnels sont souvent des juristes ou des historiens qui se lancent dans la quête généalogique. Ils travaillent fréquemment en étroite collaboration avec des notaires, des avocats et des autorités compétentes pour mener à bien leurs recherches.

## Généalogistes griots (Africains)
Dans certaines ethnies d'Afrique de l'Ouest (Mandingues et Wolofs notamment), la généalogie est l'une des spécialités de la caste des griots, à côté de l'histoire du pays, de l'art oratoire et de la pratique musicale. Cette caste des griots (appelés encore communicateurs traditionnels) tient une place d'autant plus importante dans la société africaine traditionnelle que l'écriture (et donc les documents écrits) n'y était pas répandue, la tradition étant essentiellement orale. De nos jours, certains griots de la vieille génération tentent tant bien que mal de faire vivre l'activité généalogique, mais ils butent sur l'indifférence des Africains des jeunes générations, très peu intéressés par leurs origines familiales.

## Tradition généalogique mongole
La tradition mongole de ne pas contracter d'alliance avec un membre de sa famille oblige à connaitre et transmettre la généalogie familiale. Selon les peuples et les époques, l'interdiction d'alliance varie de la cinquième voire septième et même neuvième génération dans certains cas suivant que la lignée soit agnatique ou cognatique[réf. nécessaire].